# Raión de Artashat

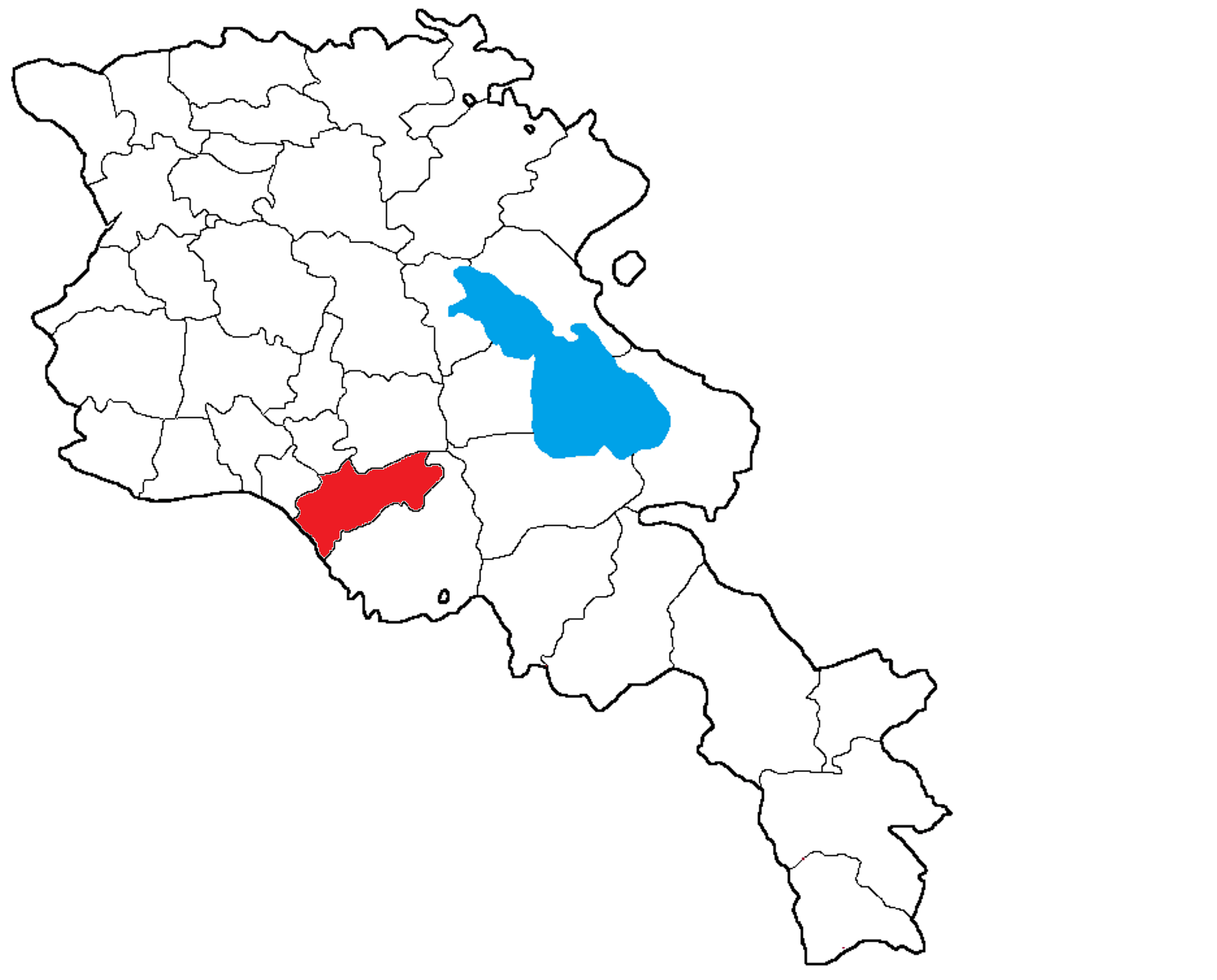
Distrito de Artashat

El raión de Artashat es uno de los tres raiones que forman la provincia armenia de Ararat. Su población a fecha de 12 de octubre de 2011 era de 98 013 habitantes.
Está formado por las siguientes localidades:
- Abovyan 1402
- Araksavan 732
- Arevshat 2444
- Artashat 22 269
- Aygepat 1287
- Aygestan 2397
- Aygezard 2994
- Azatavan 2713
- Baghramyan 1614
- Bardzrashen 1335
- Berdik 776
- Berkanush 1568
- Burastan 1865
- Byuravan 1191
- Dalar 2594
- Deghdzut 1027
- Dimitrov 1391
- Ditak 734
- Dvin 2751
- Getazat 1882
- Hnaberd 611
- Hovtashen 1034
- Jrashen 1607
- Kaghtsrashen 2794
- Kanachut 1028
- Lanjazat 1388
- Masis 1370
- Mkhchyan 4535
- Mrganush 1101
- Mrgavan 1606
- Mrgavet 2084
- Narek 1001
- Norashen 3034
- Nshavan 1725
- Shahumyan 3752
- Vardashen 473
- Verin Artashat 4334
- Verin Dvin 1831
- Vostan 2739[1]